# Otto Stoll
Otto Stoll (Frauenfeld, 29 de dezembro de 1849 - Zurique,18 de agosto de 1922) foi um linguista e antropólogo suíço.

## Carreira
Stoll foi professor de etnologia e geografia na Universidade de Zurique, especializado em pesquisa de línguas maias. De 1878 a 1883, ele conduziu estudos na Guatemala nas áreas de etnografia e etnolinguística.